# Christian York
Jason Spence, más conocido como Christian York (13 de abril de 1977), es un luchador profesional estadounidense. Actualmente este trabaja en la empresa Total Nonstop Action Wrestling (TNA). Es conocido por haber hecho pareja con Joey Matthews en la ECW a finales de la década de 1990.

## Carrera

### Total Nonstop Action Wrestling (2012 - 2013)
Christian York debutó en la Total Nonstop Action. Hizo su regreso, diez años después el 1 de noviembre de 2012 como participante del Gut Check, siendo derrotado por Zema Ion. A pesar de haber sido derrotado York dejó bastante sorprendidos a los jueces del Gut Check obteniendo un contrato con TNA y entrando inmediatamente al roster principal. El 22 de noviembre en Impact Wrestling "Open Fight Night" tuvo la oportunidad de retar a cualquier luchador, retando a Jeff Hardy contra el cual fue derrotado y tras el combate los dos fueron atacados por Bobby Roode, al cual enfrentó la semana siguiente siendo derrotado. Tras esto, pasó a formar parte de la División X, donde participó en un torneo por una oportunidad por el Campeonato de la X División de TNA, obteniendo su primera victoria el 3 de enero de 2013 sobre Kid Kash y clasificándose a la lucha final. En Genesis luchó en la final del torneo derrotando a Kenny King, sin embargo tras la lucha fue atacado por King y luego perdió la lucha por el Campeonato contra Rob Van Dam.
El 10 de marzo en Lockdown obtuvo una nueva oportunidad por el Campeonato de la X Division contra Zema Ion y Kenny King quien retuvo el título. El 3 de julio de 2013, fue despedido de la empresa.